# Karanos (General)
Karanos (altgriechisch Κάρανος; † wohl 329 v. Chr. bei Samarqand) war ein makedonischer Offizier und Gefährte (hetairos) Alexanders des Großen im 4. vorchristlichen Jahrhundert.
Während des Asienfeldzugs übernahm Karanos im Frühjahr 331 v. Chr. in Ägypten das Kommando über die alliierten griechischen Fußtruppen (Korinthischer Bund). In der Schlacht von Gaugamela im Herbst desselben Jahres führte er allerdings eine auf dem linken Flügel stationierte Abteilung der griechischen Reiterei an; die griechische Infanterie war hinter der Schlachtlinie als Reserve positioniert. Alle Bundestruppen wurden 330 v. Chr. in Ekbatana aus dem Heeresdienst entlassen und Karanos übernahm eine Einheit der Söldnerkavallerie. Im selben Jahr nahm er in der Provinz Areia an der Bekämpfung des Satibarzanes teil. Im Folgejahr wurde er mit 800 berittenen Söldnern dem Kommando des Pharnuches zur Bekämpfung des Spitamenes zugeteilt. Von diesem wurden sie allerdings am Polytimetos (Serafschan) überfallen und vernichtend geschlagen; etwas mehr als 2.000 Mann fielen. Ob Karanos zu den wenigen Überlebenden gehörte ist unklar, jedenfalls wurde er danach nicht mehr erwähnt.